# Yann Lesgourgues
Yann Lesgourgues (Francia, 17 de enero de 1991) es un jugador profesional francés de rugby que se desempeña en la posición de medio scrum en Union Bordeaux Bègles, equipo perteneciente a la liga Top 14.

## Carrera
Lesgourgues es un jugador de formación francesa (JIFF). Comenzó su carrera deportiva con el equipo AS Ondres, en el cual jugó tres temporadas (2004-2007), después pasó a Biarritz Olympique Pays Basque (2007-2014), luego a Union Bordeaux Bègles, donde lleva jugando diez temporadas.